# Гоц Абрам Рафаїлович
Абрам Рафаїлович Гоц ( 1882 , Москва — 4 серпня 1940, с. Нижній Інгаш, Красноярський край) — російський політичний діяч єврейського походження, один з головних діячів Партії соціаліст-революціонер та її Бойової організації, брат народовольця та есера Михаіла Рафаїловича Гоца (1866-1906).

## Ранні роки
Народився в єврейській родині Рафаїла Абрамовича Гоца та Фрейди Вульфівни Висоцької. Онук відомого московського чаєторгівця Вульфа Янкелевича Висоцького. Навчався у Берлінському університеті .
Член Партії есерів, з 1906 року — член її бойової організації. 1907 року був заарештований. За підготовку замаху на полковника Рімана засуджений до 8 років каторги. В 1915 переведений на поселення в село Усолля Іркутської губернії.

## Революція та громадянська війна
Після Лютневої революції брав участь у Іркутську у створенні Комітету громадських організацій. У березні 1917 року переїхав до Петрограда, лідера есерівської фракції в Петрораді. На ІІІ з'їзді партії есерів обрано товаришем (тобто заступником) голови з'їзду, членом ЦК партії. Член Президії ВЦВК 1-го скликання був обраний його головою.
Після Жовтневої революції — голова Комітету порятунку Батьківщини та Революції. Під час Громадянської війни організовував озброєні загони Партії есерів і займався перекиданням їх на Волзький фронт для підтримки демократичного уряду в Самарі . Пізніше на партійній роботі в Одесі. 1920 року заарештований.

## Процес 1922 року та подальша доля
24 лютого 1922 р. Президією ГПУ включено до списку есерів, яким висунуто звинувачення в антирадянській діяльності. За підсумками процесу 1922 р. засуджений до вищої міри покарання. Рішенням Президії ВЦВК від 11 січня 1924 р. вищий захід замінено 5 роками позбавлення волі. У травні 1925 р. засланий на 3 роки в Ульяновськ .
У липні 1925 р. заарештований, засуджений до 2 років ув'язнення. Після закінчення терміну відбував заслання в Ульяновську.
У 1937 р. заарештований, у 1939 р. засуджений до 25 років позбавлення волі. Помер у Краслазі, за відомостями, які потребують перевірки, у селі Нижній Інгаш Красноярського краю, 4 серпня 1940 року.

## Галерея

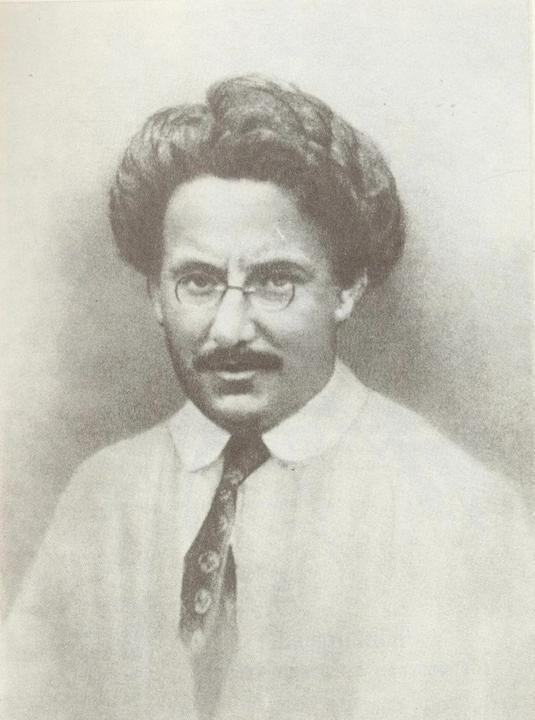
Абрам Гоц
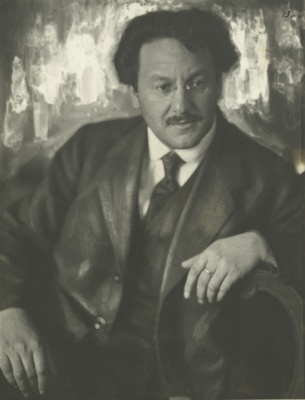
Абрам Гоц
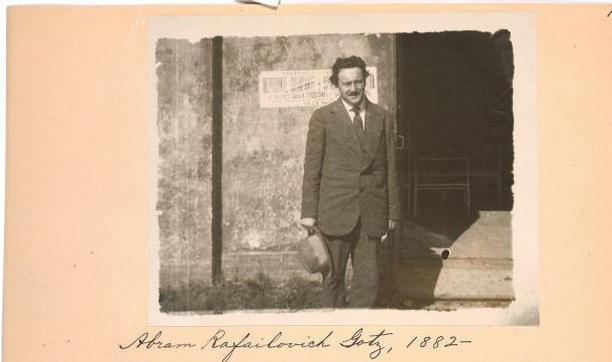
Абрам Гоц. Фото Бессі Бітті
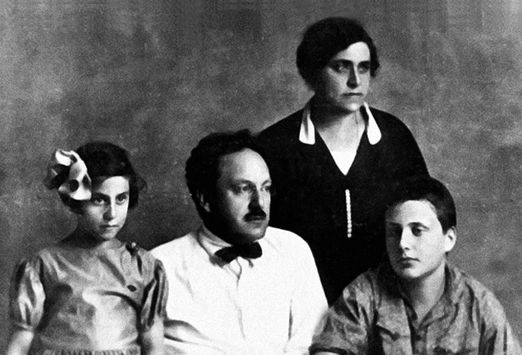
Абрам Гоц з родиною, 1920
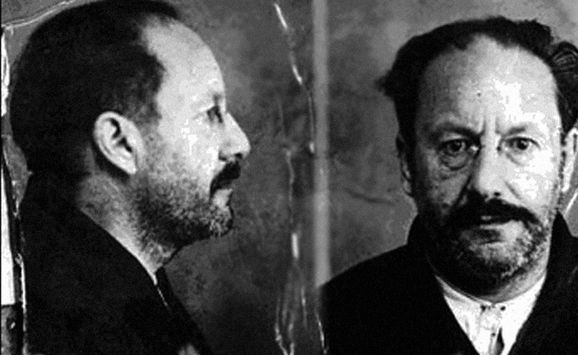
Абрам Гоц, 1937

## Родина
- Батько — Шлема-Рафаїл Абрамович Гоц (1844-?), З 20 грудня 1885 купець 1-ї гільдії, член правління Товариства чайної торгівлі «Висоцький В. і К °».
- Мати — Фрейда Вульфівна Гоц (1845—?), дочка Вульфа Висоцького, засновника чаєторгової фірми « В. Висоцький та К° ». З 1891 року вся родина постійно жила у Москві.
- Сестра — Розалія (Рейзе) Рафаїлівна Гоц (1880—?), була одружена з статським радником, адвокатом Матвієм Володимировичем (Мордухом Вульфовичем) Поузнером (1869—1916), членом Ради та директором Російського торгово-промислового банку, членом правління Товариства Грануліт», Донецько-Грушівського товариства кам'яновугільних та антрацитних копалень, товариства Сергінський-Уфалейських гірничих заводів. Його брат — журналіст і громадський діяч Соломон Володимирович Познер (1876-1946, батько письменника Володимира Познера[ru]); інший брат Матвія Володимировича Познера - Олександр Володимирович Познер (1875 - після 1941), засновник і співвласник товариства "Григорій Вейнберг та Олександр Познер, інженери" в Санкт-Петербурзі, дід телеведучого Володимира Познера і сходознавця Павла Познера . Сестра, Віра Вульфівна Поузнер (1871-1952), була одружена з адвокатом і громадським діячем Л. М. Брамсоном[ru] . У А. Р. Гоца були також сестри Соре (1873), Мере (1876), Бейле (1878), брат Маркус (1862) [2] .
- Дружина — Сара Миколаївна Рабінович, сестра есера, члена Установчих зборів Бориса Рабіновича[ru][3].

## Кіновтілення
- Еміль Галь[ru] — Виборзька сторона, 1938
- Володимир Татосов — У дні Жовтня, 1958
- Дмитро Лагачов — Столипін ... Невивчені уроки[ru], 2006